# أندرو إليسون
أندرو إليسون (بالإنجليزية: Andrew Ellison)‏ هو محامي وسياسي أمريكي، ولد في 1812 في وست يونيون في الولايات المتحدة، وتوفي في 1860. حزبياً، نشط في الحزب الديمقراطي. وقد انتخب عضو مجلس نواب أوهايو وانتخب عضو مجلس النواب الأمريكي.